# Ca l'Alaio
Ca l'Alaio és una obra de Sant Martí Sarroca (Alt Penedès) protegida com a Bé Cultural d'Interès Local.

## Descripció
Casa aïllada que consta de planta baixa, dos pisos i golfes, amb coberta a dues vessants.
La façana té obertures de composició vertical i destaca el balcó central del primer pis, amb balustrada, suportat per dues columnes que formen davant el portal d'entrada, d'arc rebaixat, un petit atri. A la part posterior es repeteixen dues galeries del mateix tipus.
Hi ha un jardí al voltant amb pineda i una tanca amb balustrada.